# Minerva

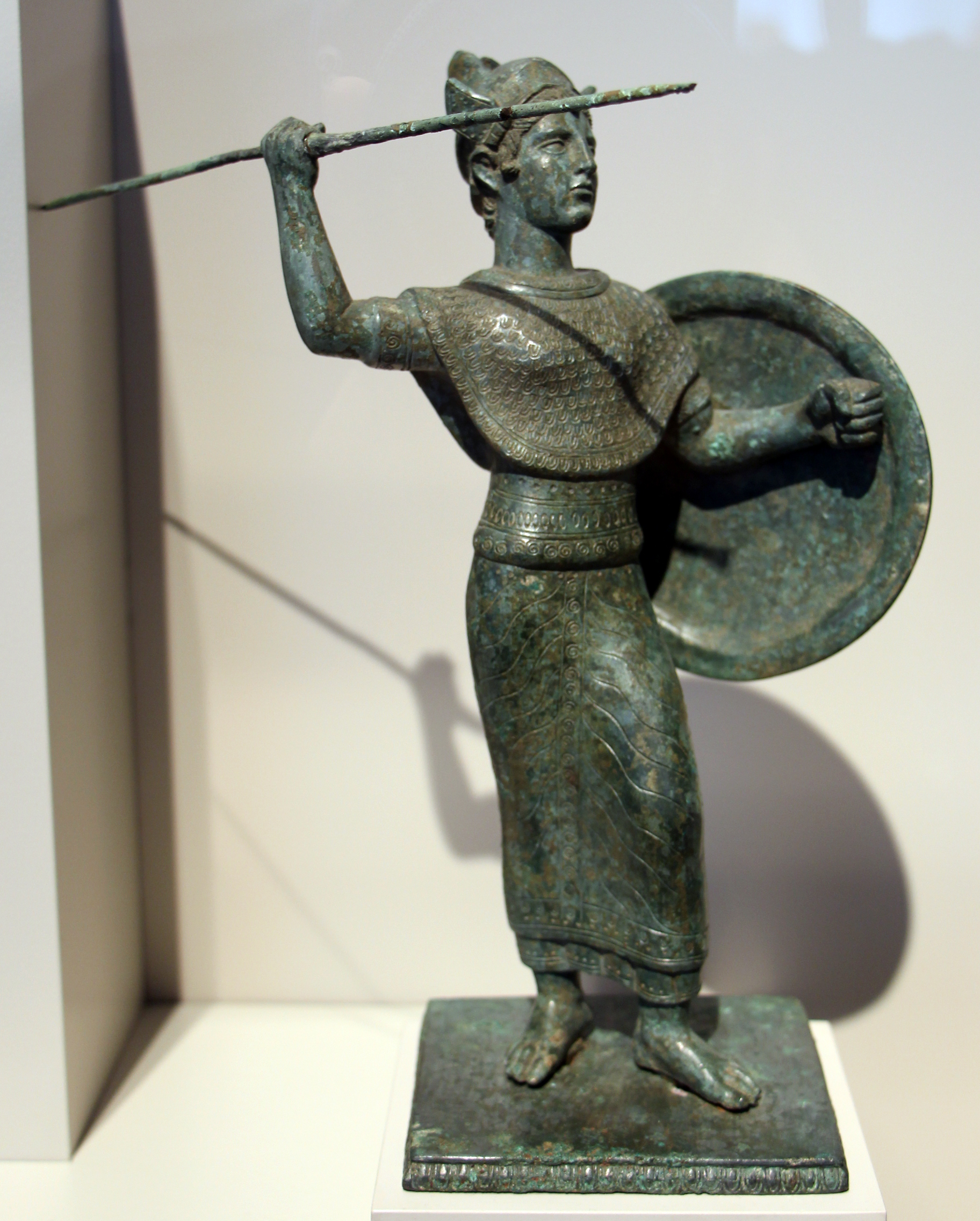
Etruskische Menerva-Statuette

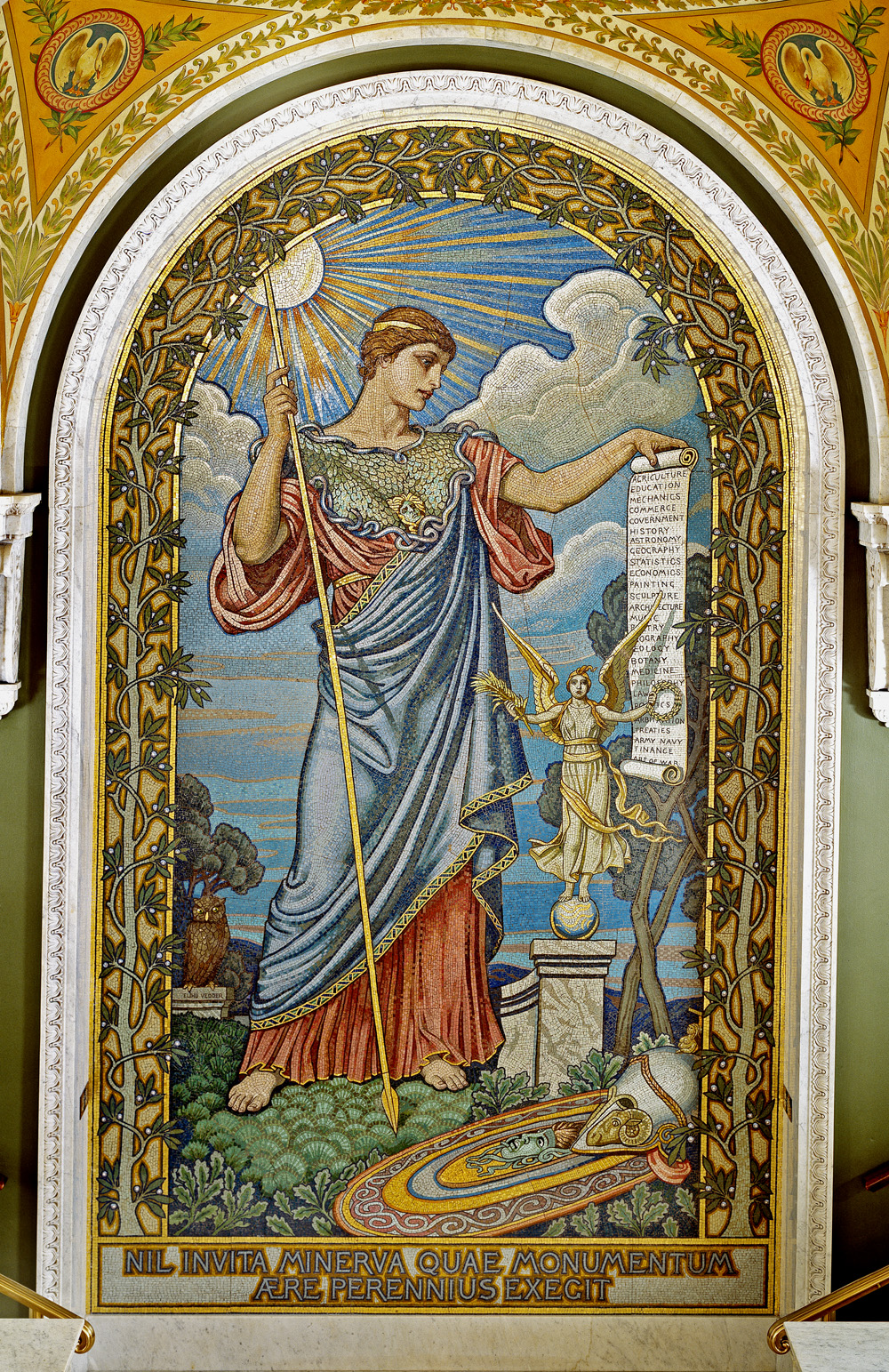
Minerva of Peace, Mosaik von Elihu Vedder (1896) in der Library of Congress

Minerva  ist eine römische Göttin, die insbesondere von den Sabinern, Etruskern und Latinern verehrt wurde. Die Etrusker nannten sie Menrva oder Menerva. Ihr entspricht die griechische Göttin Athene. Im Gegensatz zu Mars ist Minerva die Göttin des taktischen Verteidigungskrieges.

## Geschichte
Im Römischen Reich wurde Minerva zunächst vornehmlich als Beschützerin der Handwerker und des Gewerbes betrachtet. Später wurden Elemente des griechischen Athenekultes in das Bild der Minerva übernommen, somit wurde sie auch Schutzgöttin der Dichter und Lehrer. Minerva war die Göttin der Weisheit, der taktischen Kriegsführung, der Kunst und des Schiffbaus sowie Hüterin des Wissens. Seit Augustus hat man sie als die siegverleihende oder die Geschicke des Staates lenkende Göttin verehrt. Ein besonderer Anhänger der Minerva war der Kaiser Domitian, der sie häufig auf den Rückseiten seiner Münzen abbilden ließ (siehe Foto). Man fand ihr Abbild häufig auch auf Ziegelsteinen.

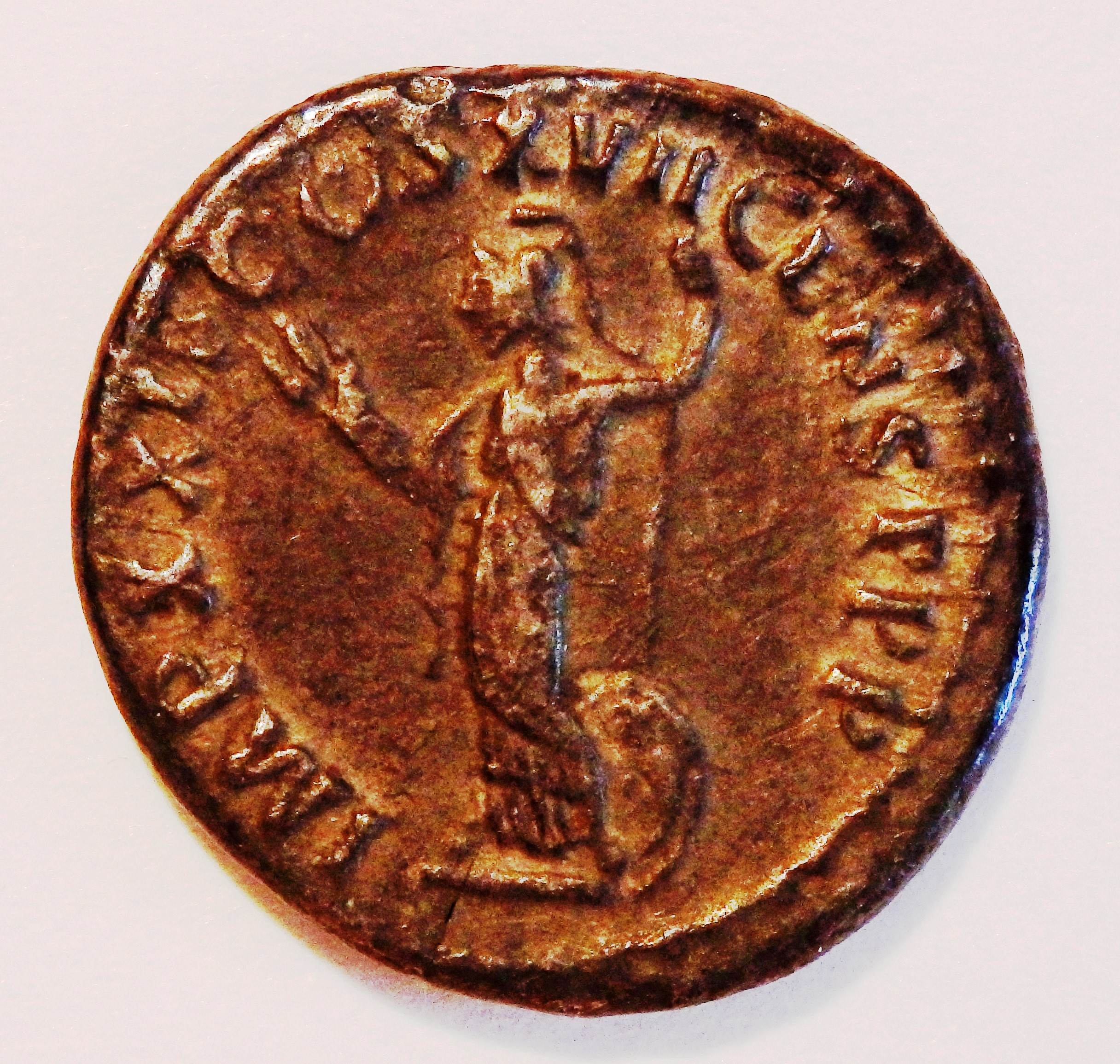
Minerva auf Denar des Kaisers Domitianus

In Rom wurde Minerva neben Jupiter und Juno als eine der drei Stadtgottheiten auf dem Kapitol verehrt. Ihr Tempel stand einst in der Mitte des Aventinhügels. Heute sind jedoch keine Reste davon erhalten. Ein zweiter Tempel befand sich – ebenfalls seit republikanischer Zeit – auf dem Esquilin. Dieser war der Minerva Medica geweiht, die die Schutzgöttin der Ärzte darstellte. Ein dritter Tempel befand sich auf dem Caelius. Dieser wurde „Tempel der Minerva Capta“ benannt, da das Kultbild 241 v. Chr. von den Römern aus dem eroberten Falerii geraubt worden war.
Das Hauptfest der Minerva, die Quinquatrus (19. März, später vom 19. März bis 23. März), wurde besonders als Handwerkerfest von Zünften und Innungen begangen. Im 18. Jahrhundert hielt man aufgrund der Elemente dieses Festes und mancher anderer Hinweise die Minerva-Feierlichkeiten für Vorläufer der Gregorius-Umzüge.

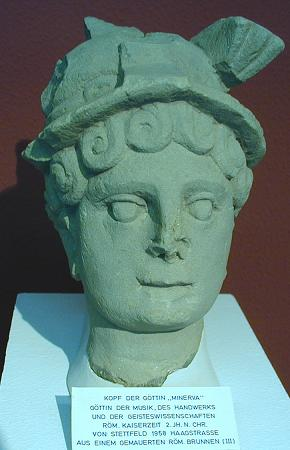
Kopf der Minerva (2. Jahrhundert)
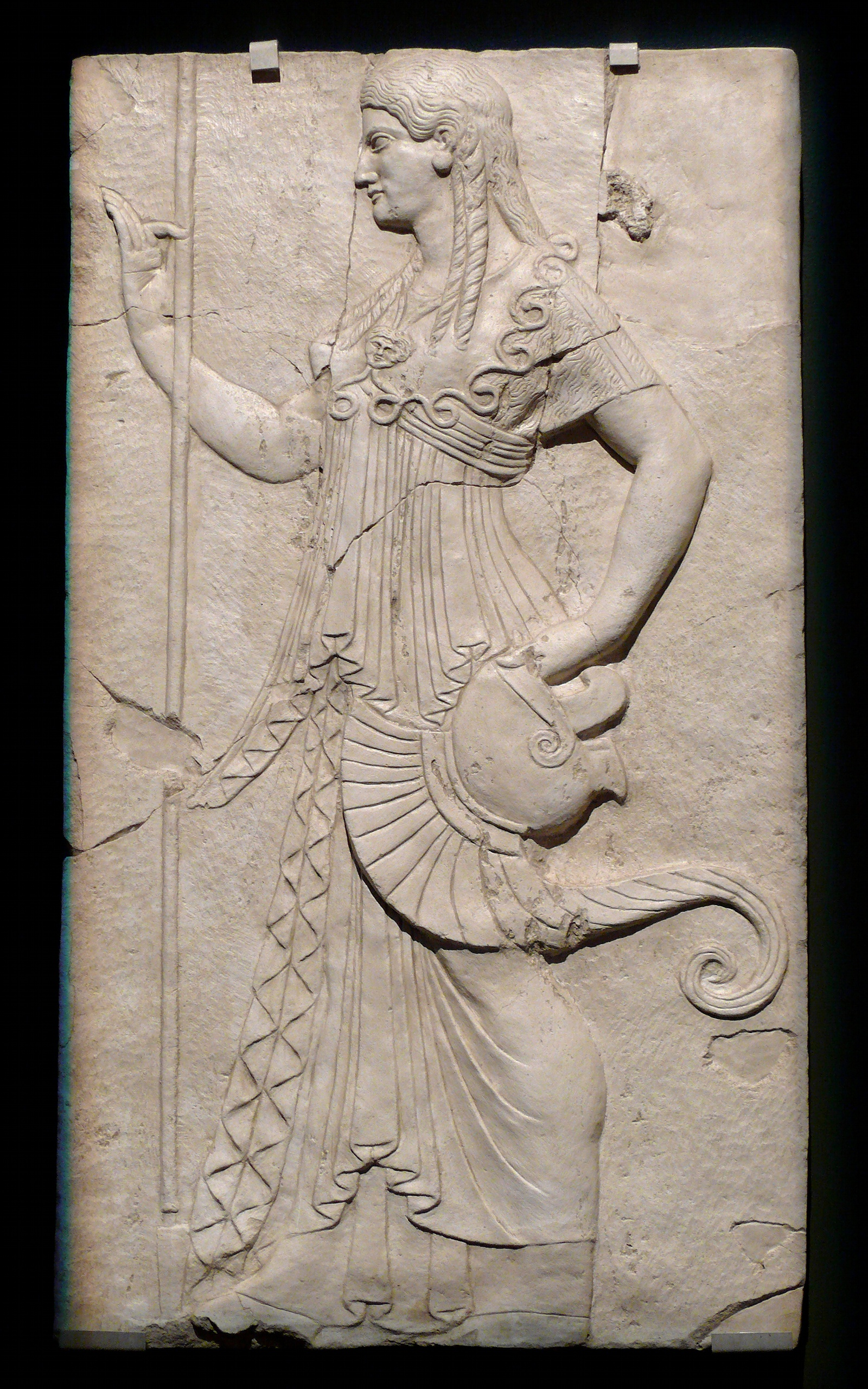
Relief der Minerva aus Herculaneum
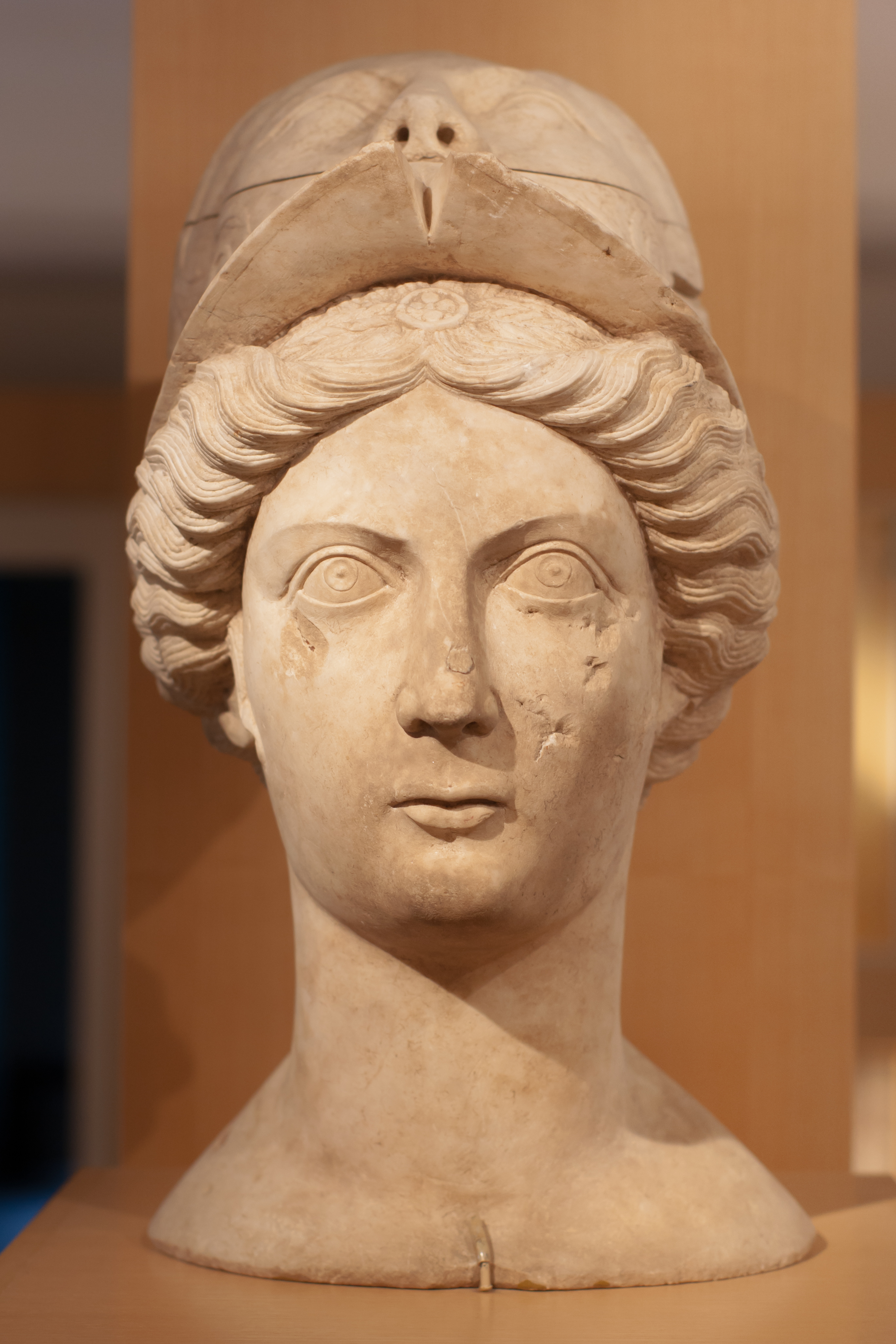
Kopf der Minerva (Römisches Museum Avenches)
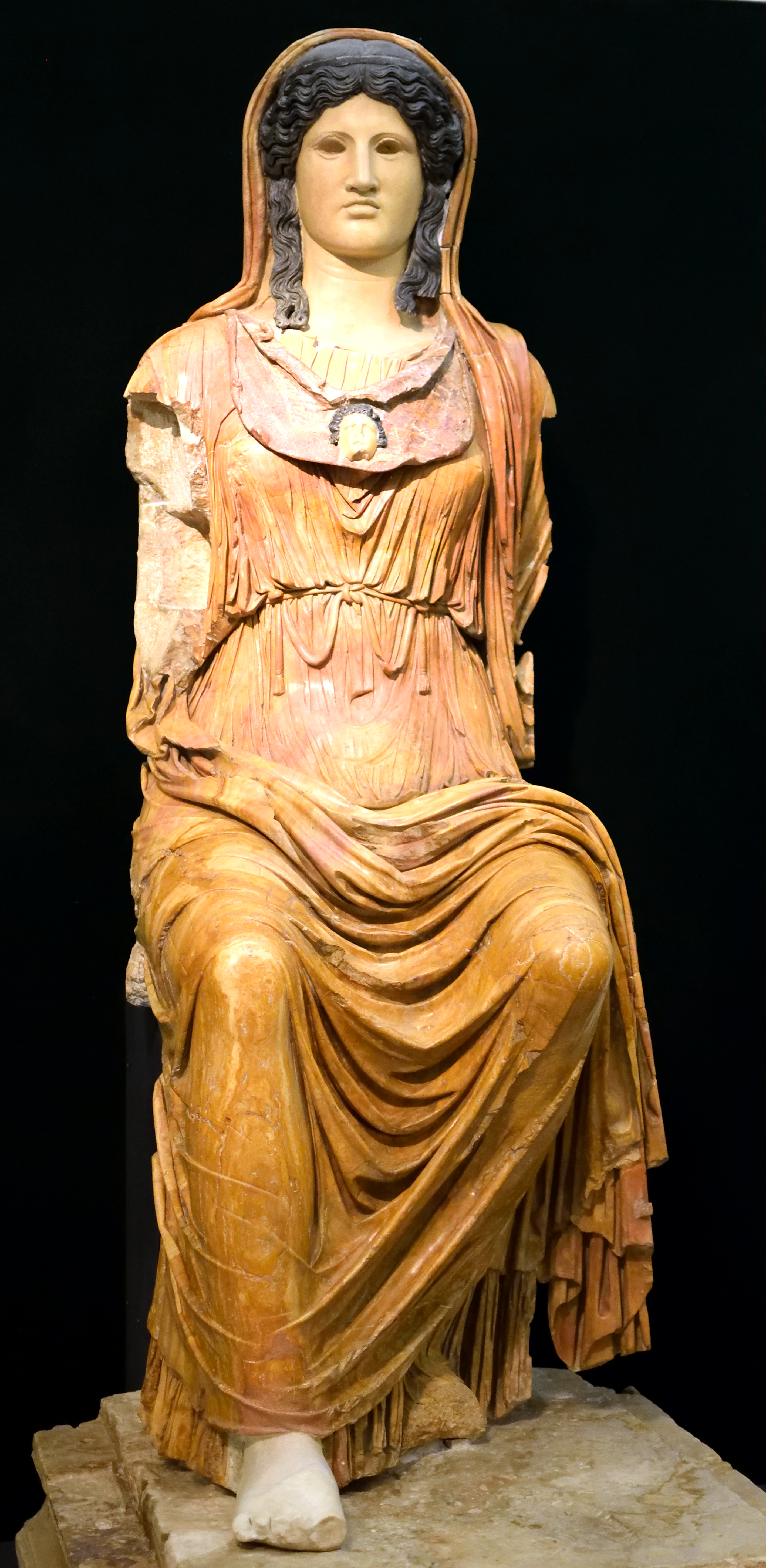
Statue der Minerva (Museo Nazionale Romano)

## Heraldik
Das Bildnis der Minerva (wie auch das der Athene) wird seit der Zeit des Renaissance-Humanismus gerne in der Heraldik, auf Wappen und Siegeln aufgegriffen. Sie ist unter anderem symbolhaftes Emblem der Max-Planck-Gesellschaft sowie Signet der Vorgängerorganisation, der Kaiser-Wilhelm-Gesellschaft. Sie ist ebenfalls auf dem kalifornischen Siegel zu finden. Als Hüterin des Wissens dient sie etwa auf den Wappen und Siegeln der Universität Brasiliens in Rio de Janeiro, der Hotchkiss School und zahlreichen spanischen Militärschulen.

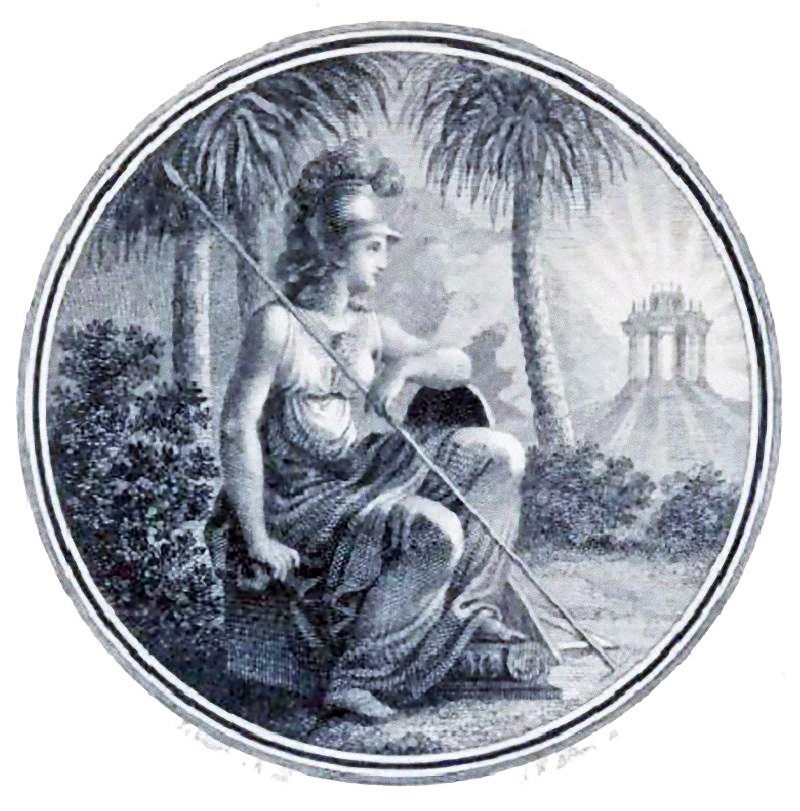
Minerva als Leipziger Freimaurer-Symbol
Minerva-Kopf in der Heraldik (hier: Stadtwappen von Maisons)
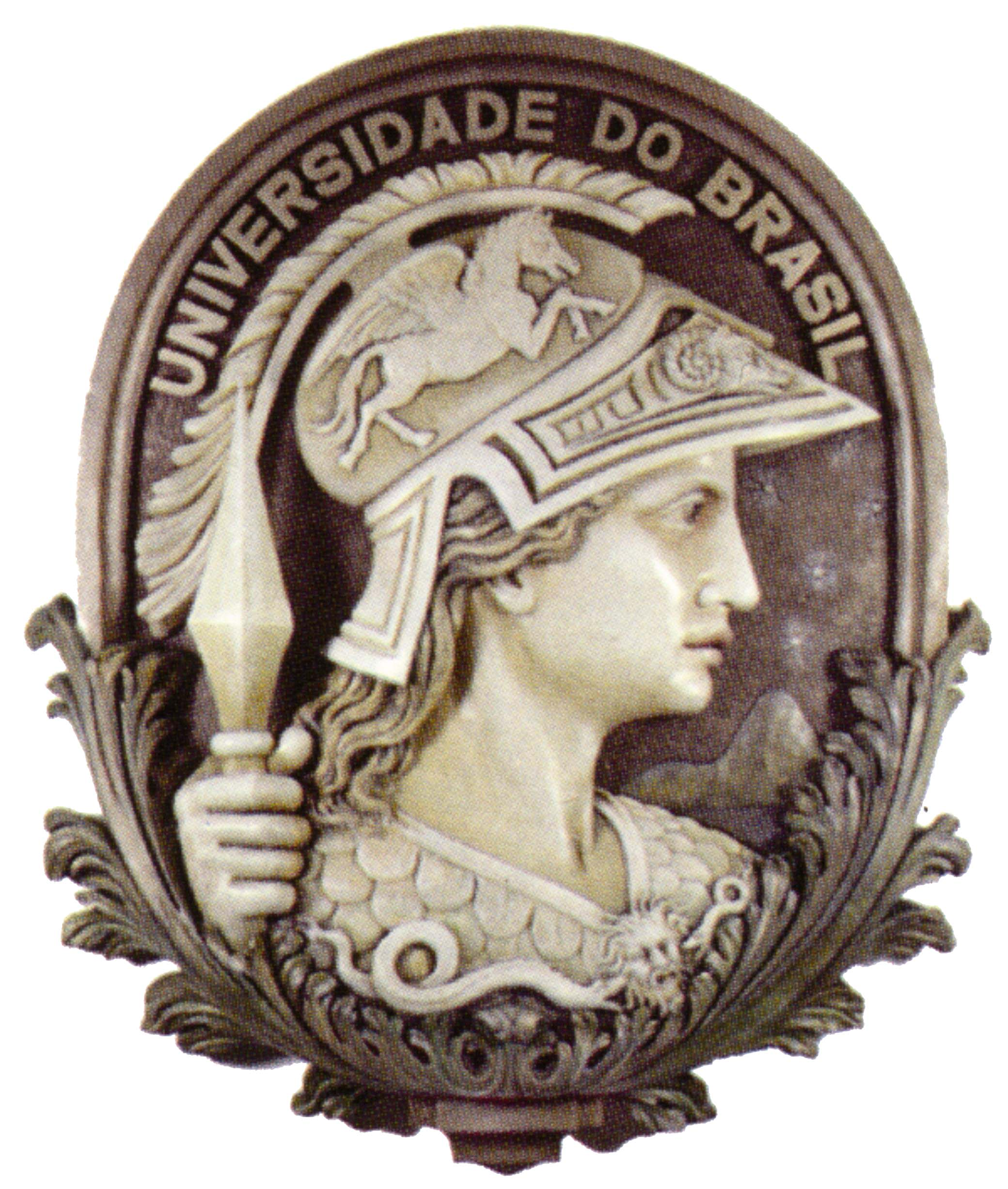
Minerva als Schutzpatronin der Universität von Rio de Janeiro
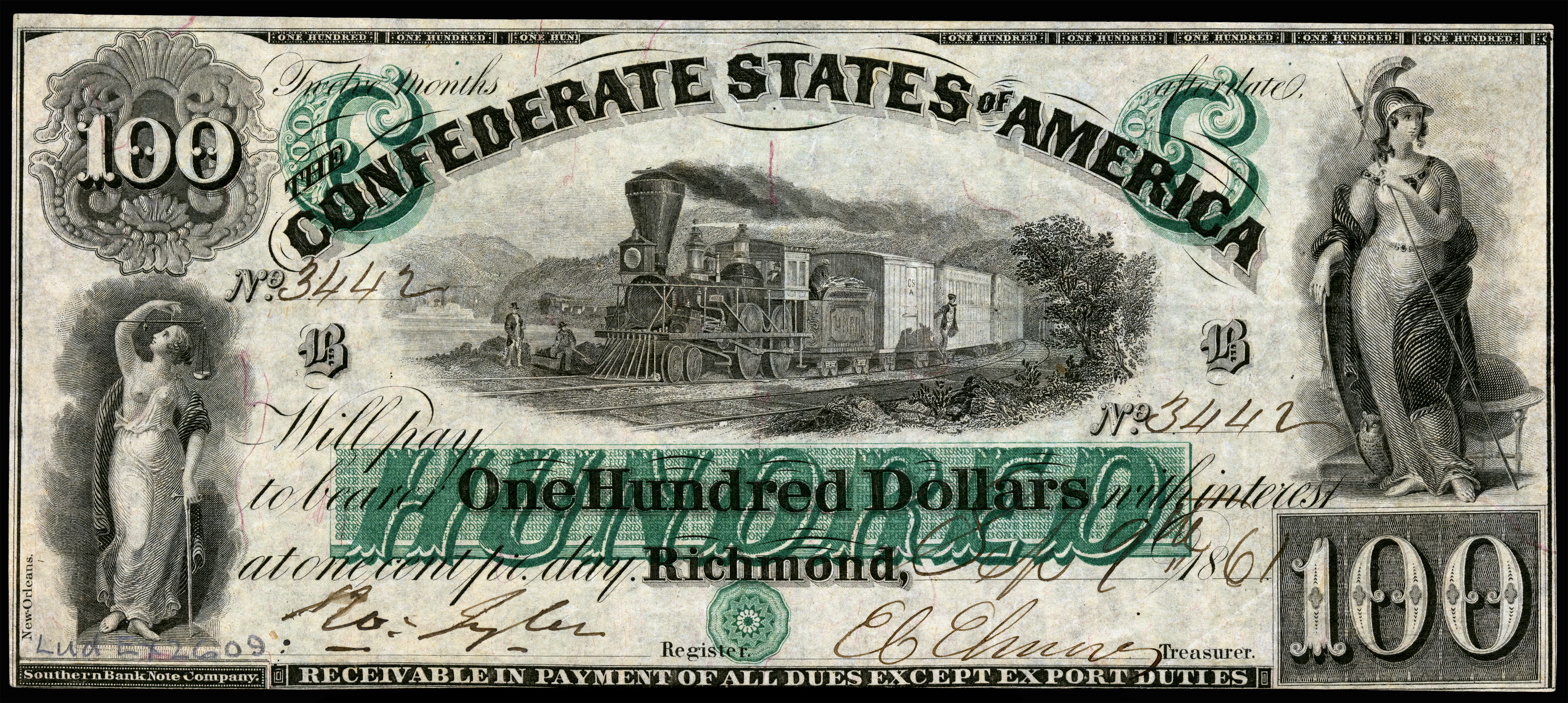
Minerva-Abbildung auf konföderiert-amerikanischer 100 Dollar-Note (rechts)